# Seshutes Airport
Seshutes Airport är en flygplats i Lesotho.   Den ligger i distriktet Leribe District, i den centrala delen av landet, 100 km öster om huvudstaden Maseru. Seshutes Airport ligger 2 149 meter över havet.
Terrängen runt Seshutes Airport är kuperad. Runt Seshutes Airport är det ganska glesbefolkat, med 25 invånare per kvadratkilometer. Omgivningarna runt Seshutes Airport är i huvudsak ett öppet busklandskap.